# I Don’t Feel Hate
I Don’t Feel Hate (englisch für „Ich empfinde keinen Hass“) ist ein vom deutschen Sänger Jendrik und vom Produzenten Christoph Oswald geschriebener Popsong. Als deutscher Beitrag erreichte das Stück beim Eurovision Song Contest 2021 in Rotterdam den vorletzten Platz. Der Song soll aussagen, dass man auf Hass nicht mit Hass, sondern Mitleid reagieren sollte.

## Hintergrund
Anfang Februar 2021 wurde Jendrik als Vertreter Deutschlands am Eurovision Song Contest 2021 benannt. Das zugehörige Lied wurde am 25. Februar 2021 im Rahmen einer Pressekonferenz unter dem Motto Unser Lied für Rotterdam vorgestellt und veröffentlicht, zusammen mit dem Musikvideo, das von Jendrik in Eigenregie gedreht und produziert wurde. Außerdem wurde letzteres am selben Tag zweimal im Ersten ausgestrahlt. Das Video spielt in einem Waschsalon und zeigt sechs verschiedene Situationen, in denen Figuren Hass erfahren. Zentrale Rolle spielt ein Mittelfinger. Die Bühnenpremiere fand in der Show Schlagerchampions statt.
Als Teil der „Big Five“ war Deutschland direkt für das Finale am 22. Mai 2021 in Rotterdam qualifiziert. Jedes Land musste eine Live-on-Tape-Aufnahme vorbereiten, falls der Interpret aufgrund der COVID-19-Pandemie nicht auf der Bühne hätte auftreten können. Für I Don’t Feel Hate wurde das Back-Up-Video im März in Vilnius gedreht. Jendrik bekam Startplatz 15 zugeteilt und trat mit der Tänzerin Sophia Euskirchen auf, die ein auffälliges Hand-Kostüm trug. Die Backgroundsängerinnen Myriam Küppers, Madina Frey und Elvin Karakurt unterstützten den Auftritt. Insgesamt erhielt Deutschland 3 Punkte, davon zwei von der österreichischen und einen von der rumänischen Jury. Damit hatte Deutschland zum zweiten Mal hintereinander keine Zuschauer-Punkte erhalten und wurde Vorletzter vor Großbritannien.
Das Lied verfehlte die deutschen Singlecharts, konnte sich aber in der Woche nach dem Auftritt beim ESC auf Rang zwei der Single-Trend-Charts platzieren entsprechend Verkaufsrang 102. Nach dem ESC platzierte sich das Lied auf Platz 79 der Single-Charts Litauens und erreichte Platz 17 der schwedischen Single-Trend-Charts.

## Rezeption
„Die Klatscher, das Gepfeife, die abertausendfach gehörten Ukulele-Akkorde, man fühlt sich hier leider weniger in einem validen Song, sondern eher gefangen in einer Weichkäsewerbung auf Youtube, bei der man den Skip-Button nicht findet. Wie schade. Und so erlangt man beim Hören genau den Gefühlszustand, den Sigwarts Stimme einem in die Ohren trällert: ‚I don’t feel hate, I just feel sorry.‘“

Laut Felix Bayer von Spiegel Online wirke die Produktion billig, jedoch sei der Titel eingängig. Außerdem wirke die Euphorie des Sängers glaubwürdig und ansteckend. Jens Maier vom Stern ist der Ansicht, dass der NDR die gleichen Fehler wie in den Jahren zuvor gemacht habe. Damit sich der Titel in den deutschen Musikcharts platziert, „muss das von Katja Ebstein einst beim ESC besungene Wunder geschehen“. Die Münchener Tz schrieb, dass die Reaktionen in den sozialen Netzwerken zum Titel teils weit auseinandergingen. Im Rückblick auf die Finalshow hob der britische NME den deutschen Auftritt als „rätselhafte Verirrung“ heraus. Der „schauerlich peinliche“ Auftritt klänge wie Jack Johnson, der das neuntbeste Lied eines 80er-Soundtracks covern würde. „Das alles wirkt so verzweifelt infantil, dass dagegen selbst Kinderfernsehen wie ein Film von Scorsese erscheint.“

## Mitwirkende
- Jendrik: Gesang, Musik, Text, Ukulele
- Christoph Oswald: Musik, Text, Produktion, Abmischung, Mastering, Gitarre, Bass
- Gregor Sperzel: Posaune
- Florian Sperzel: Trompete
- Luca Dechert: Saxophon
- Jonas Stadelmeier, Sebastian Rieß: Aufnahme
- Carolina Walker, Jacob Eisa: Begleitgesang[19]